# Freistilringen

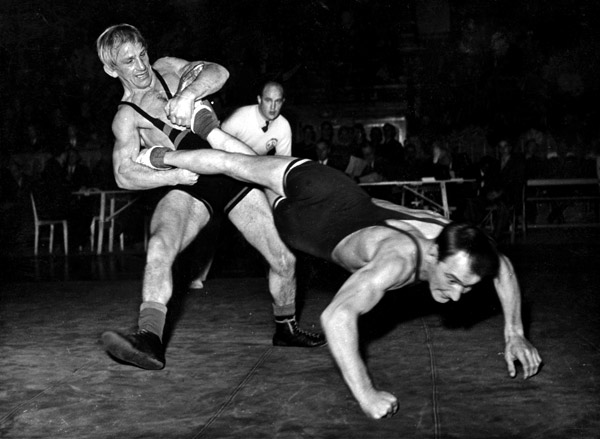
Freistilringen: Kampfszene bei den schwedischen Meisterschaften 1946

Das Freistilringen ist eine Variante des Ringens. Zusammen mit dem griechisch-römischen Ringen bildet es die Ringsport-Disziplinen bei den Olympischen Spielen.

## Regeln
Beim Ringen stehen sich zwei Kontrahenten auf einer meist quadratischen Matte gegenüber. Ein auf diese Matte gedruckter roter Kreis mit einem Durchmesser von etwa 3 m dient den Kämpfern als Orientierung. Als Kampfplatzbegrenzung dient ein weißer Ring, dessen Durchmesser ungefähr 6 m beträgt. Der Kampf ist in zwei dreiminütige Kampfabschnitte aufgeteilt. Die Pause zwischen den Runden dauert 30 Sekunden.
Beide Kontrahenten stehen sich beim Kampfbeginn gegenüber. Der Kämpfer, der den ersten Punkt erzielt, wird in der nächsten Kampfperiode die Wahl haben: Er startet dann unter seinem Gegner auf dem Boden liegend, auf seinem knienden Kontrahenten oder wiederum stehend. Der Ringer, der in der ersten Periode den ersten Punkt verliert, trifft diese Entscheidung in der dritten Periode.
Verboten sind alle Aktionen, die die Gesundheit der Ringer gefährden: Schlagen, Treten, Würgen, Überdehnen der Gelenke, das Fassen einzelner Finger oder das Ziehen an Haaren oder Geschlechtsteilen. Auch darf der Gegner nicht zwischen Augenbrauen und Mund gefasst werden. Untersagt ist ebenfalls das Sprechen auf der Matte.

## Griffe und Techniken

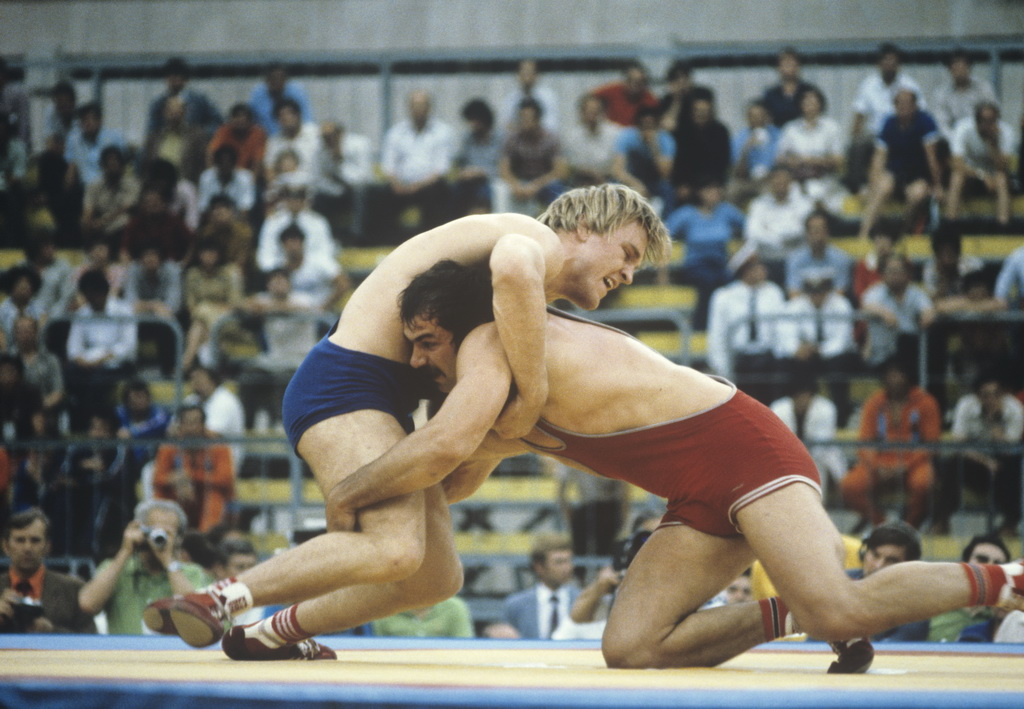
Olympische Spiele 1980: Ilja Mate (rotes Trikot) startet einen Beinangriff

Im Gegensatz zur griechisch-römischen Stilart, die nur Griffe oberhalb der Gürtellinie gestattet, kann im freien Stil der Kontrahent am gesamten Körper – ausgenommen Gesicht und Geschlecht – angegriffen werden. So dürfen auch die Beine des Gegners gegriffen werden, um ihn z. B. im Bodenkampf auf die Schultern zu drehen. Typisch für das Freistilringen sind folgende Techniken:
- Der Spaltgriff ist ein Griff, bei welchem man den Gegner zwischen den Beinen ergreift und ruckartig hoch reißt. Er wird bevorzugt angewendet, um einen in der Bank befindlichen Gegner abzuheben oder zu drehen, um so Wertungspunkte zu erzielen. Der Spaltgriff kann für einen Ringer sehr unangenehm sein.
- Beim Paketgriff wird mit einem Arm der Gegner um den Nacken gegriffen. Mit dem anderen Arm erfasst man das Bein des Kontrahenten in den Kniekehlen und reißt es hoch, so dass er sich nicht mehr aus diesem Griff befreien kann.
- Bei der Beinschraube werden die Beine des am Boden liegenden Gegners überkreuzt und fixiert. Dann versucht der Angreifer sich aufzurichten und den Gegner in eine gefährliche Schulterlage zu „schrauben“.

## Geschichte
Schon um 3000 v. Chr. gab es im alten China Ringerschulen. Im Jahr 708 v. Chr. wurde das Ringen in die Olympischen Spiele der Antike aufgenommen, es hieß dort Pale. Gerungen wurde im klassischen Stil, und gefährliche Griffe waren verboten.

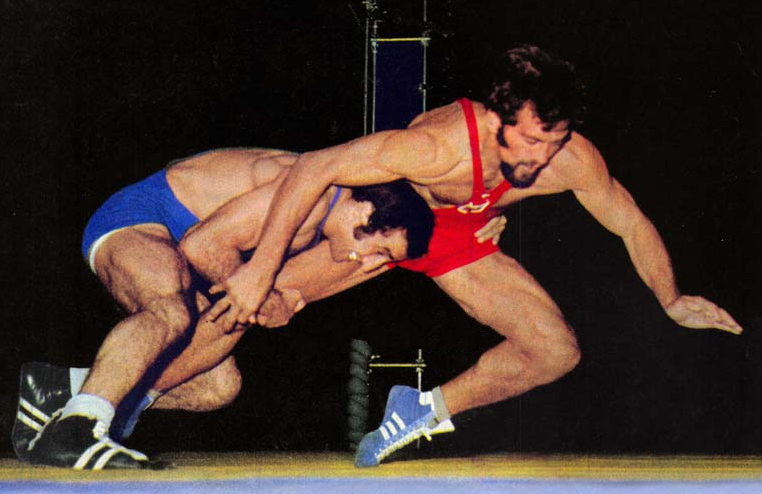
Freistil-Weltmeister Adolf Seger (rotes Trikot)

Das Freistilringen hat eine eher angelsächsische Tradition und wurde im Jahr 1904 in St. Louis zur olympischen Disziplin. Bekannte Olympia-Freistilringer für Deutschland waren z. B. Adolf Seger und Martin Knosp.
In Europa hielten Ungarn und Deutschland in den 1920er Jahren die Vormachtstellung im Ringen. In der Zeit von 1930 bis zum Zweiten Weltkrieg waren Ringer aus Schweden und Finnland die besten der Welt. Nach dem Zweiten Weltkrieg begann die Dominanz sowjetischer Ringer sowohl im griechisch-römischen als auch im freien Stil. Daneben entwickelten sich auch in anderen Ländern in Ost- und Südosteuropa Ringerhochburgen – etwa in Rumänien, Ungarn und Bulgarien.
Russland blieb nach dem Zusammenbruch der Sowjetunion zunächst führende Ringernation, jedoch entwickelten sich in den ehemaligen Staaten der Sowjetunion nun auch stärker werdende Ringer. Kasachstan, Kuba, die Türkei und Südkorea bildeten um die Jahrtausendwende meist die Verfolgergruppe Russlands im Medaillenspiegel. Auch weitere ehemalige Sowjetrepubliken wie Aserbaidschan, Armenien, Georgien und die Ukraine sind in der Weltspitze etabliert. Allgemein ist die Zahl der Länder, die bei internationalen Turnieren Medaillen gewinnen, stark gewachsen. Mit Asien, (Nord-)Amerika und Europa gibt es drei Kontinente, aus denen erfolgreiche Ringkämpfer kommen.

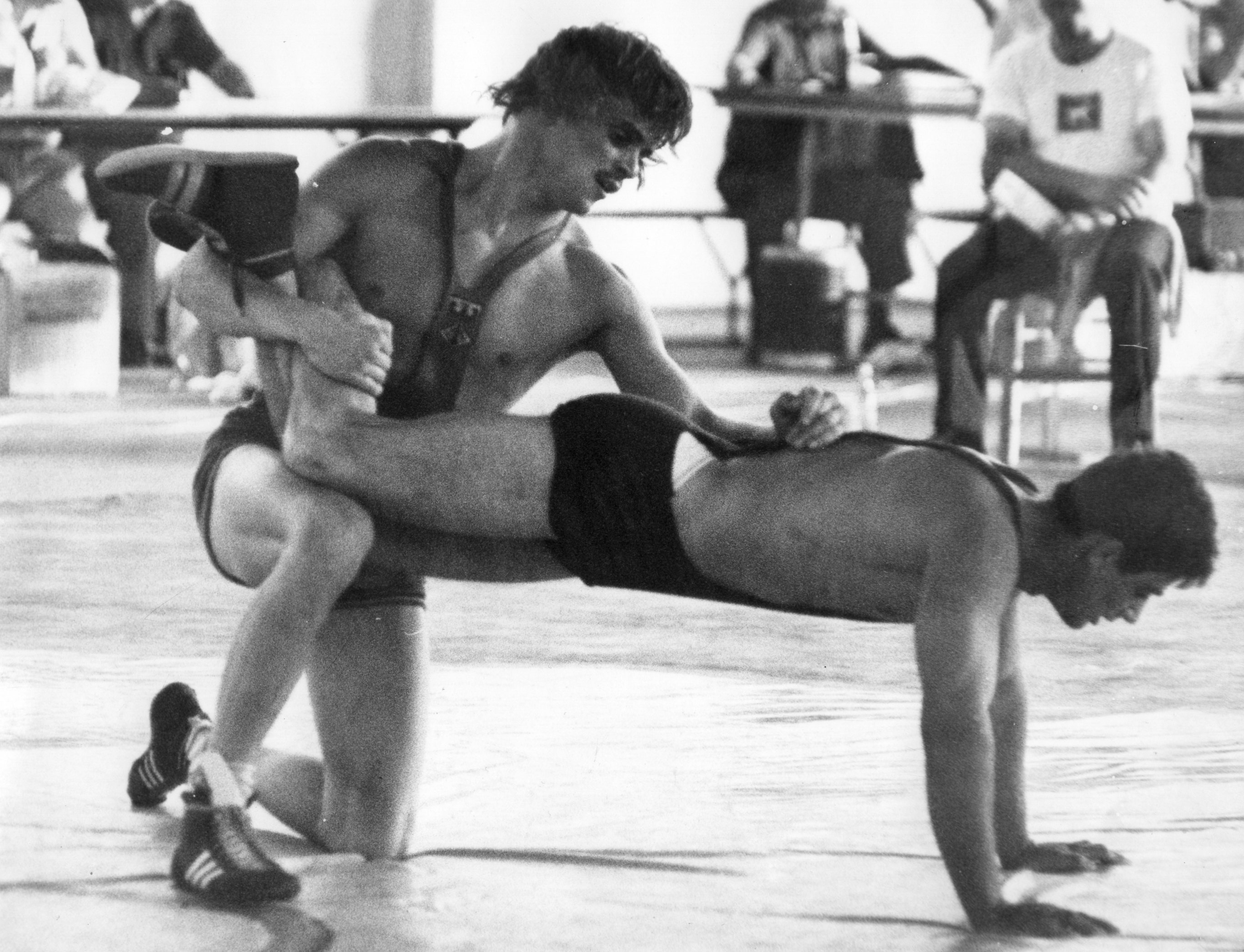
Der deutsche Freistil-Meister Gerhard Sattel mit einer Beinschraube (1978)

In der Schweiz findet sich eine Abwandlung des Freistilringens in der Form des Schwingens.